# Leadsheet

Ein Leadsheet

Ein Leadsheet oder Lead-Sheet ist eine vereinfachte Notationsweise eines Stückes, die nur aus der Melodie (unter Umständen mit Text) und ihren Harmonien in Akkordsymbolschrift besteht und in der Jazz- und Rockmusik weit verbreitet ist. Größere Sammlungen von Musikstücken, zum Beispiel das Real Book, enthalten Leadsheets. Sie sollen das spontane Spielen und Begleiten der notierten Stücke, zum Beispiel in Jamsessions, vereinfachen und dabei Interpretationsfreiheit lassen. Kompositionen können einfach als Leadsheet notiert werden, ohne dass eine konkrete Instrumentierung oder ein Arrangement festgelegt zu werden braucht.

## Handhabung
Wenn ein Pianist oder Gitarrist von einem Leadsheet abliest, verwendet er die Akkordsymbole, um die Melodie zu begleiten. Die Akkordsymbole geben den harmonischen Aufbau des Stückes wieder, so dass im Zusammenspiel mit einem Ensemble darüber improvisiert werden kann. Außer den Akkordsymbolen kann ein Leadsheet noch weitere Symbole enthalten; z. B. rhythmische Akzente, die das Ensemble unisono spielen soll. Ist zur Melodie noch eine Klavierbegleitung angegeben, so liegt kein Leadsheet mehr vor. Sammlungen so notierter Stücke werden manchmal dennoch fälschlicherweise als „Fakebooks“ bezeichnet.
Sammlungen von Leadsheets oder Fakemusic gibt es unter dem Namen Fakebook. Das bekannteste ist das Real Book. Der Name weist auch darauf hin, dass Urheberrechtsbestimmungen in solchen Fakebooks anfangs oft nicht eingehalten worden sind.
Leadsheets, die nur aus Akkorden und ggf. dem Text bestehen, werden als Chordsheets bezeichnet. Einige Notensammlungen, zum Beispiel Songbooks, enthalten Chordsheets.
Andere Symbolschreibweisen sind die Tabulatur für Gitarre und Laute, in der Renaissancezeit auch für Tasteninstrumente (Orgel, Cembalo, Clavichord) oder der Generalbass für akkordbildende Begleitinstrumente (Cembalo, Orgelpositiv, Theorbe) in der Barockmusik.